# Grammy Award for Best Engineered Album, Classical
Der Grammy Award for Best Engineered Album, Classical, auf Deutsch „Grammy-Auszeichnung für das bestabgemischte klassische Album“, ist ein Musikpreis, der seit 1959 von der amerikanischen Recording Academy im Bereich der klassischen Musik verliehen wird.

## Geschichte und Hintergrund
Die seit 1959 verliehenen Grammy Awards werden jährlich in zahlreichen Kategorien von der Recording Academy in den Vereinigten Staaten vergeben, um künstlerische Leistung, technische Kompetenz und hervorragende Gesamtleistung ohne Rücksicht auf die Album-Verkäufe oder Chart-Position zu würdigen.
Eine dieser Kategorien ist der Grammy Award for Best Engineered Album, Classical. Der Preis wird seit 1959 verliehen. Er wird Toningenieuren (und ggf. Mastering-Toningenieuren) verliehen, nicht Interpreten, Orchestern, Dirigenten oder sonstigen Darstellern der siegreichen Werke.
Seit der Erstverleihung hat die Auszeichnung zahlreiche kleine Namensänderungen erfahren:
- 1959 hieß sie Grammy Award for Best Engineered Record (Classical)
- Von 1960 bis 1962 nannte sich die Auszeichnung Grammy Award for Best Engineering Contribution - Classical Recording
- Von 1963 bis 1964 wurde der Grammy Award for Best Engineered Recording - Classical ausgezeichnet
- 1965 erfolgte die Vergabe unter der Bezeichnung Grammy Award for Best Engineered Recording
- Von 1966 bis 1993 wurde der Preis wieder unter der Bezeichnung Grammy Award for Best Engineered Recording, Classical vergeben
- Von 1994 bis 1997 hieß die Auszeichnung Grammy Award for Best Classical Engineered Recording
- Seit 1998 nennt er sich Grammy Award for Best Engineered Album, Classical.

Die Auszeichnung wird zusammen mit dem Grammy Award for Best Engineered Album, Non-Classical verliehen. Von 1960 bis 1965 wurde mit dem Grammy Award for Best Engineered Recording – Special or Novel Effects eine weitere Auszeichnung in diesem Bereich vergeben.

## Gewinner und Nominierte
| Jahr                 | Gewinner | Album | Nominierte | Bild des/der Gewinner(s) |
| -------------------- | --- | --- | --- | ------------------------ |
| 1959                 | Sherwood Hall (Toningenieur) | Laurindo Almeida und Salli Terri: Duets with Spanish Guitar | |                          |
| 1960                 | Lewis W. Layton (Toningenieur) | Robert Russell Bennett (Dirigent) mit dem RCA Victor Symphony Orchestra: Victory at Sea, Vol. I | |                          |
| 1961                 | Hugh Davies (Toningenieur) | Laurindo Almeida: The Spanish Guitars of Laurindo Almeida | |                          |
| 1962                 | Lewis W. Layton (Toningenieur) | Charles Münch (Dirigent) und das Boston Symphony Orchestra: Ravel: Daphnis et Chloé | |                          |
| 1963                 | Lewis W. Layton (Toningenieur) | Fritz Reiner (Dirigent) und das Chicago Symphony Orchestra: Strauss: Also Sprach Zarathustra | |                          |
| 1964                 | Lewis W. Layton (Toningenieur) | Erich Leinsdorf (Dirigent) und das RCA Italiana Opera Orchestra: Puccini: Madama Butterfly | |                          |
| 1965                 | Douglas Larter (Toningenieur) | Carlo Maria Giulini (Dirigent) und das Philharmonia Orchestra: Britten: The Young Person’s Guide to the Orchestra                                                                                            | |                          |
| 1966                 | Fred Plaut (Toningenieur) | Vladimir Horowitz: Horowitz at Carnegie Hall - An Historic Return | |                          |
| 1967                 | Anthony Salvatore (Toningenieur)                                                                                                  | Erich Leinsdorf (Dirigent), der Pro Musica Chorus und das Boston Symphony Orchestra: Wagner: Lohengrin | |                          |
| 1968                 | Edward T. Graham (Toningenieur)                                                                                                   | Philadelphia Brass Ensemble: The Glorious Sound of Brass | |                          |
| 1969                 | Gordon Parry (Toningenieur) | Georg Solti (Dirigent) und das London Symphony Orchestra: Mahler: 9. Sinfonie | |                          |
| 1970                 | Walter Carlos (Toningenieur) | Walter Carlos (Künstler): Switched-On Bach | |                          |
| 1971                 | Arthur Kendy, Fred Plaut, Ray Moore (Toningenieure)                                                                               | Pierre Boulez (Dirigent) und das Cleveland Orchestra: Strawinsky: Le Sacre du Printemps | |                          |
| 1972                 | Vittorio Negri (Toningenieur) | Colin Davis (Dirigent), der Wandsworth School Boys Choir und das London Symphony Orchestra: Berlioz: Requiem                                                                                                 | |                          |
| 1973                 | Gordon Parry, Kenneth Wilkinson (Toningenieure)                                                                                   | Georg Solti (Dirigent) und das Chicago Symphony Orchestra: Mahler: 8. Sinfonie (Sinfonie der Tausend) | |                          |
| 1974                 | Edward (Bud) T. Graham, Ray Moore (Toningenieure)                                                                                 | Pierre Boulez (Dirigent) und die New Yorker Philharmoniker: Bartók: Konzert für Orchester | |                          |
| 1975                 | Kenneth Wilkinson (Toningenieur)                                                                                                  | Georg Solti (Dirigent) und das Chicago Symphony Orchestra: Berlioz: Symphonie fantastique | |                          |
| 1976                 | Edward (Bud) T. Graham, Milton Cherin, Ray Moore (Toningenieure)                                                                  | Pierre Boulez (Dirigent), die Camarata Singers und die New Yorker Philharmoniker: Ravel: Daphnis et Chloé (ganzes Ballett)                                                                                   | |                          |
| 1977                 | Edward (Bud) T. Graham, Milton Cherin, Ray Moore (Toningenieure)                                                                  | Michael Tilson Thomas (Dirigent), George Gershwin und die Columbia Jazz Band: Gershwin: Rhapsody in Blue | |                          |
| 1978                 | Kenneth Wilkinson (Toningenieur)                                                                                                  | Georg Solti (Dirigent) und das Chicago Symphony Orchestra: Ravel: Bolero | |                          |
| 1979                 | Arthur Kendy, Edward T. Graham, Ray Moore (Toningenieure)                                                                         | Pierre Boulez (Dirigent) und die New Yorker Philharmoniker: Varèse: Ameriques/Arcana/Ionisation (Boulez Conducts Varese)                                                                                     | |                          |
| 1980                 | Anthony Salvatore (Toningenieur)                                                                                                  | Originalbesetzung mit Angela Lansbury und Len Cariou: Sondheim: Sweeney Todd | |                          |
| 1981                 | Karl-August Naegler (Toningenieur)                                                                                                | Pierre Boulez (Dirigent) und das Orchestre de l’Opera de Paris: Berg: Lulu (Complete Version) | |                          |
| 1982                 | Andrew Kazdin, Edward (Bud) T. Graham, Ray Moore (Toningenieure)                                                                  | Zubin Mehta (Dirigent), Isaac Stern, Itzhak Perlman, Pinchas Zukerman und die New Yorker Philharmoniker: Isaac Stern 60th Anniversary Celebration                                                            | |                          |
| 1983                 | Paul Goodman (Toningenieur), James Levine (Dirigent)                                                                              | Chicago Symphony Orchestra: Mahler: 7. Sinfonie (Lied der Nacht) | |                          |
| 1984                 | James Lock (Toningenieur) | Georg Solti (Dirigent) und das Chicago Symphony Orchestra: Mahler: 9. Sinfonie | |                          |
| 1985                 | Paul Goodman (Toningenieur) | Leonard Slatkin (Dirigent) und das Saint Louis Symphony Orchestra: Prokofjew: 5. Sinfonie | |                          |
| 1986                 | Jack Renner (Toningenieur) | Robert Shaw (Dirigent) und das Atlanta Symphony Orchestra & Chorus: Berlioz: Requiem | |                          |
| 1987                 | Paul Goodman (Toningenieur) | Vladimir Horowitz: Horowitz - The Studio Recordings, New York 1985 | |                          |
| 1988                 | Jack Renner (Toningenieur) | Robert Shaw (Dirigent) und das Atlanta Symphony Orchestra: Fauré: Requiem/Duruflé: Requiem | |                          |
| 1989                 | Jack Renner (Toningenieur) | Robert Shaw (Dirigent) und das Atlanta Symphony Orchestra: Verdi: Requiem & Operatic Choruses | |                          |
| 1990                 | Jack Renner (Toningenieur) | Robert Shaw (Dirigent), das Atlanta Symphony Orchestra und der Atlanta Boy Choir: Britten: War Requiem | |                          |
| 1991                 | Jack Renner (Toningenieur) | Robert Shaw (Dirigent) und die Robert Shaw Festival Singers: Rachmaninoff: Vespers | |                          |
| 1992                 | Gregor Zielinsky (Toningenieur)                                                                                                   | Leonard Bernstein (Dirigent) und das London Symphony Orchestra: Bernstein: Candide | |                          |
| 1993                 | James Lock, John Pellowe, Jonathan Stokes und Philip Siney (Toningenieure)                                                        | Georg Solti (Dirigent) und die Wiener Philharmoniker: R. Strauss: Die Frau ohne Schatten | |                          |
| 1994                 | Rainer Maillard (Toningenieur) | Pierre Boulez (Dirigent) und das Chicago Symphony Orchestra & Chorus: Bartók: The Wooden Prince & Cantata Profana                                                                                            | |                          |
| 1995                 | William Hoekstra (Toningenieur)                                                                                                   | Leonard Slatkin (Dirigent) und das Saint Louis Symphony Orchestra: Copland: Music for Films (The Red Pony, Our Town, Etc.)                                                                                   | |                          |
| 1996                 | Jonathan Stokes, Michael Mailes (Toningenieure)                                                                                   | Herbert Blomstedt (Dirigent) und die San Francisco Symphony: Bartók: Konzert für Orchester; "Kossuth" - Symphonic Poem                                                                                       | |                          |
| 1997                 | Lawrence Rock, William Hoekstra (Toningenieure)                                                                                   | Leonard Slatkin (Dirigent) und das Saint Louis Symphony Orchestra: Copland: Dance Symphony; Short Symphony; Organ Symphony                                                                                   | |                          |
| 1998                 | Michael J. Bishop, Jack Renner (Toningenieure)                                                                                    | Erich Kunzel (Dirigent) und das Cincinnati Pops Orchestra: Copland: The Music of America (Fanfare for the Common Man; Rodeo, etc.)                                                                           | |                          |
| 1999                 | Jack Renner (Toningenieur) | Robert Shaw (Dirigent) und das Atlanta Symphony Orchestra & Chorus: Barber: Prayers of Kierkegaard/Vaughan Williams: Dona Nobis Pacem/Bartók: Cantata Profana                                                | |                          |
| 2000                 | Markus Heiland (Toningenieur) | Michael Tilson Thomas (Dirigent), der Peninsula Boys Choir, der San Francisco Girl’s Chorus und das San Francisco Symphony Orchestra & Chorus: Strawinsky: Der Feuervogel; Le sacre du printemps; Perséphone | |                          |
| 2001                 | John M. Eargle (Toningenieur) | Zdeněk Mácal (Dirigent): Dvořák: Requiem, Op. 89; 9. Sinfonie „Aus der neuen Welt“ | |                          |
| 2002                 | Richard King (Toningenieur) | Joshua Bell: Bernstein (Arr. Brohn & Corigliano): West Side Story Suite (Lonely Town; Make Our Garden Grow, Etc.)                                                                                            | |                          |
| 2003                 | Michael J. Bishop (Toningenieur)                                                                                                  | Robert Spano (Dirigent), Norman Mackenzie (Chorleiter) und das Atlanta Symphony Orchestra & Chorus: Vaughan Williams: A Sea Symphony                                                                         | |                          |
| 2004                 | Richard King und Todd Whitelock (Toningenieure)                                                                                   | Yo-Yo Ma: Obrigado Brazil | |                          |
| 2005                 | Jack Renner (Toningenieur) | Robert Spano und das Atlanta Symphony Orchestra: Higdon: City Scape; Concerto for Orchestra | |                          |
| 2006                 | Da-Hong Seetoo (Toningenieur) | Emerson String Quartet: Mendelssohn: The Complete String Quartets | |                          |
| 2007                 | Michael Bishop (Toningenieur) | Cincinnati Symphony Orchestra unter Leitung von Paavo Järvi: Elgar: Enigma Variations; Britten: The Young Person's Guide To The Orchestra, Four Sea Interludes                                               | - Leslie Ann Jones und Judy Kirschner für Látigo vom Quartet San Francisco - Wolf-Dieter Karwatky und Rainer Maillard für Mahler: Symphony No. 2 von Christine Schäfer, Michelle DeYoung, dem Wiener Singverein und den Wiener Philharmonikern unter Leitung von Pierre Boulez - John Newton für Requiem von Craig Hella Johnson und Conspirare - Jack Renner für Vaughan Williams: Mass In G Min., And Other A Cappella Works vom Kammerchor des Atlanta Symphony Orchestra unter Leitung von Norman Mackenzie |                          |
| 2008                 | John Newton (Toningenieur) | Phoenix Bach Choir und dem Kansas City Chorale unter Leitung von Charles Bruffy: Grechaninov: Passion Week                                                                                                   | - Keith O. Johnson für Garden Of Dreams von der Dallas Wind Symphony unter Leitung von Jerry Dunkin - Arne Akselberg und Tobias Lehmann für Nielsen: Clarinet & Flute Concertos von Sabine Meyer, Emmanuel Pahud und Simon Rattle - Bruce Leek, Fred Vogler und Trent Walker für Spirit Of The Season von Craig Jessop, Mack Wilberg und dem Mormon Tabernacle Choir - Lawrence Rock für Strauss: Don Juan, Death and Transfiguration vom New York Philharmonic unter Leitung von Lorin Maazel |                          |
| 2009                 | David Frost, Tom Lazarus und Christopher Willis (Toningenieure)                                                                   | Silk Road Ensemble, Wu Man, Yo-Yo Ma und das Chicago Symphony Orchestra unter Leitung von Miguel Harth-Bedoya und Alan Gilbert: Traditions and Transformations: Sounds of Silk Road Chicago vom              | - Fred Vogler für Berlioz: Symphonie Fantastique von Los Angeles Philharmonic unter Leitung von Gustavo Dudamel - Morten Lindberg und Hans Peter L’Orange für Divertimenti von Trondheimsolistene unter Leitung von Øyvind Gimse - Michael Bishop für Puccini: La Bohème vom Atlanta Symphony Orchestra und Chor unter Leitung von Robert Spano - John Newton für Respighi: Church Windows, Brazilian Impressions, Rossiniana vom Buffalo Philharmonic Orchestra unter Leitung von JoAnn Falletta |                          |
| 2010                 | Peter Laenger (Toningenieur) | San Francisco Symphony unter Leitung von Michael Tilson Thomas: Mahler: Symphonie Nr. 8; Adagio aus Symphonie Nr. 10                                                                                         | - Neil Hutchinson und Jonathan Stokes für Britten: Billy Budd vom London Symphony Orchestra & London Symphony Chorus unter Leitung von Daniel Harding mit Nathan Gunn, Ian Bostridge, Gidon Saks, Neal Davies, Jonathan Lemalu und Matthew Rose - Judy Kirschner für QSF Plays Brubeck vom Quartet San Francisco - Jesse Lewis und John Newton für Ravel: Daphnis et Chloé vom Boston Symphony Orchestra und dem Tanglewood Festival Chorus unter Leitung von James Levine - John Newton und Dirk Sobotka für Schostakowitsch: Symphonie Nr.1 und 15 vom Orchester des Mariinski-Theaters unter Leitung von Waleri Gergijew |                          |
| 2011                 | Mark Donahue, John Hill und Dirk Sobotka (Toningenieure)                                                                          | Nashville Symphony Orchestra, dirigiert von Giancarlo Guerrero: Daugherty: Metropolis Symphony; Deus Ex Machina                                                                                              | - Robert Friedrich für Have You Ever Been…? vom Turtle Island Quartet, Stefon Harris und Mike Marshall - David Frost, Tom Lazarus, Steven Mackey und Dirk Sobotka für Mackey, Steven: Dreamhouse von Gil Rose, Rinde Eckert, Catch Electric Guitar Quartet, Synergy Vocals und dem Boston Modern Orchestra Project - Steve Miller, Allen Sides und Roger Treece für Vocabularies von Bobby McFerrin |                          |
| 2011                 | Leslie Ann Jones, Kory Kruckenberg, Brandie Lane und David Sabee (Toningenieure)                                                  | Eliesha Nelson und John McLaughlin Williams: Quincy Porter: Complete Viola Works | - Robert Friedrich für Have You Ever Been…? vom Turtle Island Quartet, Stefon Harris und Mike Marshall - David Frost, Tom Lazarus, Steven Mackey und Dirk Sobotka für Mackey, Steven: Dreamhouse von Gil Rose, Rinde Eckert, Catch Electric Guitar Quartet, Synergy Vocals und dem Boston Modern Orchestra Project - Steve Miller, Allen Sides und Roger Treece für Vocabularies von Bobby McFerrin |                          |
| 2012                 | Byeong-Joon Hwang und John Newton (Toningenieure) und Jesse Lewis (Mastering-Toningenieur)                                        | Aldridge: Elmer Gantry | - Byeong-Joon Hwang, John Newton (Toningenieure) und Jesse Lewis (Mastering-Toningenieur) für Aldridge: Elmer Gantry - Richard King für Glazunov: Complete Concertos - Tom Lazarus, Mat Lejeune, Bill Maylone, Jon Zacks (Toningenieure) und Joe Lambert (Mastering-Toningenieur) für Mackey: Lonely Motel - Music from Slide - Arne Akselberg für Rachmaninov: Klavierkonzerte Nr. 3 und 4 - Torbjörn Samuelsson für Weinberg: Sinfonie Nr. 3 & Suite Nr. 4 |                          |
| 2013                 | Tom Caulfield und John Newton (Toningenieure), Mark Donahue (Mastering-Toningenieur)                                              | Charles Bruffy und Kansas City Chorale: Life & Breath - Choral Works by René Clausen | - Daniel Shores für Americana, interpretiert von Modern Mandoline Quartet - Bruce Egre für Beethoven: The Late String Quartets, Op. 127 & 131, interpretiert von Brentano String Quartet - Jesse Lewis, John Newton (Toningenieure) und Jesse Brayman (Mastering-Toningenieur) für Music for a Time of War, interpretiert von Carlos Kalmar und dem Oregon Symphony - Morten Lindberg für Souvenir, gespielt von den Trondheim Solistene |                          |
| 2014                 | David Frost, Brian Losch & Tim Martyn (Toningenieure); Tim Martyn (Mastering-Toningenieur)                                        | Dawn Upshaw, Maria Schneider, das Australian Chamber Orchestra und das St. Paul Chamber Orchestra: Winter Morning Walks                                                                                      | - Morten Lindberg für Hymn To The Virgin, interpretiert von Tone Bianca Sparre Dahl und Schola Cantorum - Morten Lindberg für La Voie Triomphale, interpretiert von Ole Kristian Ruud und der Staff Band of the Norwegian Armed Forces - Mark Donahue und Jesse Lewis für Roomful of Teeth, interpretiert von Brad Wells und Roomful of Teeth - Hans-Martin Renz, Wolfgang Rixius und Ulrich Ruscher für Vinci: Artaserse, interpretiert von Diego Fasolis, Philippe Jaroussky, Max Emanuel Cencic, Daniel Behle, Franco Fagioli, Valer Barna-Sabadus, Yuriy Mynenko und dem Concerto Köln |                          |
| 2015                 | Michael Bishop (Toningenieur/Mastering-Toningenieur)                                                                              | Robert Spano, Norman Mackenzie, das Atlanta Symphony Orchestra & Chorus: Vaughan Williams: Dona Nobis Pacem; Symphony No. 4; The Lark Ascending                                                              | - Richard King (Toningenieur) und Wolfgang Schiefermair (Mastering-Toningenieur) für John Adams: City Noir, gespielt von der St. Louis Symphony, dirigiert von David Robertson - Dmitriy Lipay (Toningenieur) und Nathaniel Reichman (Toningenieur/Mastering-Toningenieur) für John Luther Adams: Become Ocean, interpretiert von Ludovic Morlot und der Seattle Symphony - Dmitriy Lipay (Toningenieur) für Dutilleux: Symphony No. 1; Tout un Monde Lointain; The Shadows of Time, interpretiert von Ludovic Morlot und der Seattle Symphony - David Frost, Christopher Willis (Toningenieure) und Tim Martyn (Mastering-Toningenieur) für Riccardo Muti Conducts Mason Bates & Anna Clyne, interpretiert von Chicago Symphony Orchestra und Riccardo Muti |                          |
| 2016                 | Leslie Ann Jones, John Kilgore, Nora Kroll-Rosenbaum & Justin Merrill (Toningenieure); Patricia Sullivan (Mastering-Toningenieur) | San Francisco Ballet Orchestra und George Manahan: Ask Your Mama | - Dmitry Lipay (Toningenieur); Alexander Lipay (Mastering-Toningenieur) für Dutilleux: Métaboles; L'Arbre Des Songes; Symphony No. 2, 'Le Double' , interpretiert von der Seattle Symphony, Ludovic Morlot und Augustin Hadelich - Robert Friedrich (Toningenieur); Michael Bishop (Mastering-Toningenieur) für Monteverdi: Il Ritorno d'Ulisse in Patria, interpretiert von Martin Pearlman, Jennifer Rivera, Fernando Guimarães und Boston Baroque - Byeong Joon Hwang, John Newton (Toningenieure); Mark Donahue (Mastering-Toningenieur) für Rachmaninoff: All-Night Vigil, interpretiert von Charles Bruffy, Phoenix Chorale und Kansas City Chorale - Keith O. Johnson, Sean Royce Martin (Toningenieure) und Keith O. Johnson (Mastering-Toningenieur) für Saint-Saëns: Symphony No. 3, 'Organ' , interpretiert von der Kansas City Symphony und Michael Stern                                                                   |                          |
| 2017                 | Mark Donahue, David L. Williams & Fred Vogler (Toningenieure)                                                                     | Los Angeles Opera Orchestra & Chorus und verschiedene Solisten: Corigliano: The Ghost of Versailles | - Alexander Lipay und Dmitriy Lipay (Toningenieure) für Dutilleux: Sur Le Même Accord; Les Citations; Mystère de l'Instant & Timbres, Espace, Mouvement, interpretiert von Ludovic Morlot und der Seattle Symphony - Morten Lindberg (Toningenieur) für Reflections, interpretiert von Oyvind Gimse, Geir Inge Lotsberg und den TrondheimSolistene - Silas Brown, David Frost (Toningenieure) und Silas Brown (Mastering-Toningenieur) für Shadows of Sirius, interpretiert von Jerry F. Junkin und dem University of Texas Wind Ensemble - Shawn Murphy, Nick Squire (Toningenieure) und Tim Martyn (Mastering-Toningenieur) für Shostakovich: Under Stalin’s Shadow - Sinfonien Nr. 5, 8 & 9, interpretiert von Andris Nelsons und dem Boston Symphony Orchestra |                          |
| 2018                 | Mark Donahue (Toningenieur) | Manfred Honeck und Pittsburgh Symphony Orchestra: Shostakovich: 5. Sinfonie; Barber: Adagio | - Gary Call (Toningenieur) für Danielpour: Songs of Solitude & War Songs, interpretiert von Thomas Hampson, Giancarlo Guerrero und der Nashville Symphony - Morten Lindberg (Toningenieur) für Kleiberg: Mass for Modern Man, interpretiert von Eivind Gulliberg Jensen, dem Trondheim Vokalensemble und dem Trondheim Symphony Orchestra - Keith O. Johnson und Sean Royce Martin (Toningenieure) für Schoenberg, Adam: American Symphony; Finding Rothko; Picture Studies, interpretiert von Michael Stern und der Kansas City Symphony - John Newton (Toningenieur) und Jesse Brayman (Mastering-Toningenieur) für Tyberg: Masses, interpretiert von Brian A. Schmidt, Christopher Jacobson und der South Dakota Chorale |                          |
| 2019                 | Shawn Murphy & Nick Squire (Toningenieure) & Tim Martyn (Mastering-Toningenieur)                                                  | Boston Symphony Orchestra, dirigiert von Andris Nelsons: Shostakovich: 4. und 11. Sinfonie | - Mark Donahue (Toningenieur und Mastering-Toningenieur) und Dirk Sobotka (Toningenieur) für Bates: The (R)evolution of Steve Jobs, interpretiert vom Santa Fe Opera Orchestra und verschiedenen Solisten - Mark Donahue (Toningenieur und Mastering-Toningenieur) für Beethoven: Symphony No. 3/Strauss: Horn Concerto No. 1, interpretiert vom Pittsburgh Symphony Orchestra, dirigiert von Manfred Honeck - Keith O. Johnson (Toningenieur und Mastering-Toningenieur) und Sean Royce Martin (Toningenieur) für John Williams At The Movies, interpretiert von The Dallas Winds, dirigiert von Jerry Junkin - Bill Maylone (Toningenieur und Mastering-Toningenieur) und Mary Mazurek (Toningenieur) für Liquid Melancholy - Clarinet Music of James M. Stephenson, interpretiert von John Bruce Yeh - Tom Caulfield (Toningenieur) und Jesse Lewis (Mastering-Toningenieur) für Visions and Variations, interpretiert von A Far Cry |                          |
| 2020                 | Leslie Ann Jones (Toningenieur) und Robert C. Ludwig (Mastering-Ingenieur)                                                        | Riley: Sun Rings (Kronos Quartet) | - Aequa – Anna Thorvaldsdóttir von Daniel Shores, Toningenieur; Daniel Shores, Mastering-Ingenieur (International Contemporary Ensemble) - Bruckner: Symphony No. 9 von Mark Donahue, Toningenieur; Mark Donahue, Mastering-Ingenieur (Manfred Honeck & Pittsburgh Symphony Orchestra) - Rachmaninoff – Hermitage Piano Trio von Keith O. Johnson & Sean Royce Martin, Toningenieure; Keith O. Johnson, Mastering-Ingenieur (Hermitage Piano Trio) - Wolfe: Fire in My Mouth von Bob Hanlon & Lawrence Rock, Toningenieure; Ian Good & Lawrence Rock, Mastering-Ingenieure (Jaap van Zweden, Francisco J. Núñez, Donald Nally, The Crossing, Young People’s Chorus of NY City & New Yorker Philharmoniker) |                          |
| 2021                 | David Frost, Charlie Post, Silas Brown (Technik)                                                                                  | Chicago Symphony Orchestra unter Leitung von Riccardo Muti: Shostakovich: Symphony No. 13 „Baby Yar“ | - Danielpour: The Passion of Yeshua von den UCLA Chamber Singers unter Leitung von James K. Bass, dem Buffalo Philharmonic Orchestra unter Leitung von JoAnn Falletta und dem Buffalo Philharmonic Chorus unter Leitung von Adam Luebke (Technik: Bernd Gottinger) - Gershwin: Porgy and Bess von Frederick Ballentine, Angel Blue, Denyce Graves, Latonia Moore, Eric Owens und dem Metropolitan Opera Orchestra & Chorus unter Leitung von David Robertson (Technik: David Frost, John Kerswell, Silas Brown) - Hynes: Fields von Third Coast Percussion unter Leitung von Devonté Hynes (Technik: Kyle Pyke, Jesse Lewis) - Ives: Complete Symphonies von der Los Angeles Symphonic unter Leitung von Gustavo Dudamel (Technik: Alexander Lipay, Dimitriy Lipay) |                          |
| 2022                 | Leslie Ann Jones, Michael Romanowski (Technik)                                                                                    | Chanticleer Sings Christmas von Chanticleer | - Archetypes von Sérgio Assad, Clarice Assad Third Coast Percussion (Technik: Jonathan Lackey, Bill Maylone, Dan Nichols) - Beethoven: Cello Sonatas – Hope Amid Tears von Yo-Yo Ma & Emanuel Ax (Technik: Richard King) - Beethoven: Symphony No. 9 vom Mendelssohn Choir of Pittsburgh und dem Pittsburgh Symphony Orchestra unter Leitung von Manfred Honeck (Technik: Mark Donahue) - Mahler: Symphony No. 8, ‘Symphony of a Thousand’ von Fernando Malvar-Ruiz, Luke McEndarfer, Robert Istad, Grant Gershon, dem Los Angeles Children’s Chorus, dem Los Angeles Master Chorale, dem National Children’s Chorus, dem Pacific Chorale und dem Los Angeles Philharmonic unter Leitung von Gustavo Dudamel (Technik: Alexander Lipay, Dmitriy Lipay) |                          |
| 2023 5. Februar 2023 | Shawn Murphy, Charlie Post, Gary Rydstrom, Michael Romanowski (Technik)                                                           | Bates: Philharmonia Fantastique – The Making of the Orchestra vom Chicago Symphony Orchestra unter Leitung von Edwin Outwater                                                                                | - Beethoven: Symphony No. 6 / Stucky: Silent Spring vom Pittsburgh Symphony Orchestra unter Leitung von Manfred Honeck (Technik: Mark Donahue) - Perspectives von der Third Coast Percussion (Technik: Jonathan Lackey, Bill Maylone, Dan Nichols, Joe Lambert) - Tuvayhun – Beatitudes for a Wounded World von Nidarosdomens Jentekor & Trondheimsolstene unter Leitung von Anita Brevik (Technik: Morten Lindberg) - Williams: Violin Concerto No. 2 & Selected Film Themes von Anne-Sophie Mutter und dem Boston Symphony Orchestra unter Leitung von John Williams (Technik: Bernhard Güttler, Shawn Murphy, Nick Squire, Christoph Stickel) |                          |
| 2024 4. Februar 2024 | David Frost, Charlie Post, Silas Brown (Technik)                                                                                  | Contemporary American Composers vom Chicago Symphony Orchestra unter Leitung von Riccardo Muti | - The Blue Hour von Shara Nova & A Far Cry (Technik: Patrick Dillett, Mitchell Graham, Jesse Lewis, Kyle Pyke, Andrew Scheps, John Weston, Helge Sten) - Fandango von Anne Akiko Meyers, Gustavo Castillo und dem Los Angeles Philharmonic unter Leitung von Gustavo Dudamel (Technik: Alexander Lipay, Dmitriy Lipay) - Sanlikol: A Gentleman of Istanbul – Symphony for Strings, Percussion, Piano, Oud, Ney & Tenor von Mehmet Ali Sanlikol, George Lernis & A Far Cry (Technik: Christopher Moretti, John Weston, Shauna Barravecchio, Jesse Lewis) - Tchaikovsky: Symphony No. 5 & Schulhoff: Five Pieces vom Pittsburgh Symphony Orchestra unter Leitung von Manfred Honeck (Technik: Mark Donahue) |                          |
| 2025 2. Februar 2025 | Mark Donahue, John Newton (Technik)                                                                                               | Bruckner: Symphony No. 7; Bates: Resurrexit vom Pittsburgh Symphony Orchestra unter Leitung von Manfred Honeck                                                                                               | - Adams: Girls of the Golden West von Daniela Mack, Ryan McKinny, Paul Appleby, Hye Jung Lee, Elliot Madore, Julia Bullock, Davóne Tines und dem Los Angeles Philharmonic & Los Angeles Master Chorale unter Leitung von John Adams (Technik: Alexander Lipay, Dmitriy Lipay) - Andres: The Blind Banister von Inbal Segev und dem Metropolis Ensemble unter Leitung von Andrew Cyr (Technik: Silas Brown, Doron Schachter, Michael Schwartz, Matt Colton) - Clear Voices in the Dark vom Skylark Vocal Ensemble unter Leitung von Matthew Guard (Technik: Daniel Shores) - Ortiz: Revolución diamantina von María Dueñas und dem Los Angeles Philharmonic & Los Angeles Master Chorale unter Leitung von Gustavo Dudamel (Technik: Alexander Lipay, Dmitriy Lipay) |                          |